# Ibrahim Pasza
Ibrahim Pasza, arab. ابراهيم باشا (ur. w 1789 w Kawali, zm. 10 listopada 1848 w Kairze) – turecki wojskowy, mąż stanu i władca Egiptu. Syn władcy tego kraju, Muhammada Alego. Najprawdopodobniej został adoptowany. Od 2 marca 1848 do swej śmierci w listopadzie tego samego roku sprawował regencyjne rządy w państwie jako wāli (gubernator).

## Początki kariery
Z pochodzenia był Albańczykiem urodzonym w Kawali, w północno-wschodniej Grecji. Od 1805 przebywał na dworze osmańskim w charakterze zakładnika. Był to środek nacisku na jego ojca, będącego wówczas zarządcą prowincji egipskiej. Jednak po wymuszeniu na sułtanie przyznania tytułu paszy przez Muhammada Alego i po spektakularnym odparciu inwazji wojsk angielskich, uwolniony młody Ibrahim przybył do Egiptu.
Kiedy w 1813 ojciec Ibrahima wyruszył na polecenie sułtana z karną ekspedycją do Arabii przeciwko wahhabitom, sam Ibrahim sprawował rządy namiestnicze w Górnym Egipcie. Kontynuował walkę z opozycją mameluków na południu kraju. W 1816 został głównodowodzącym armii egipskiej, złożonej głównie z Albańczyków, w Arabii.

## Kampania przeciwko wahabbitom
Kampania rozpoczęta w 1811 trwała nieprzerwanie przez siedem lat, do 1818. Trwałe dowodzenie nad własną armią Ibrahim otrzymał od ojca w 1816. Celem wojny było całkowite wyniszczenie zwolenników tej doktryny religijnej reprezentującej odmienne poglądy od sułtańskich. Ibrahim ze swoją zmodernizowaną na styl europejski armią wylądował 30 września 1816 w Janbu. Zadaniem armii było podążanie za oddziałami wahabbitów w kierunku pustyni, gdzie miało nastąpić całkowite zlikwidowanie ich siedzib. Zdawało się, iż lepiej zorganizowana i dobrze uzbrojona armia egipska szybko rozprawi się z przeciwnikami. Jednak kłopoty z dotarciem do fortecy Deraiya, położonej około 600 km na wschód od Medyny oraz męstwo broniących się doprowadziły do przedłużania się kampanii. Podczas tych dwóch lat Ibrahim dzielił trudy przeprawy przez pustynię ze swymi żołnierzami zyskując ich sympatię. Swoją energią i przypisywaną mu nieustępliwością doprowadził we wrześniu 1818 do kapitulacji wahabbitów. Ich główna siedziba została zniszczona. 11 grudnia 1819 odbył się jego triumfalny wjazd do Kairu.

## Kampania w Morei
Po powrocie do Egiptu z kampanii w Arabii Ibrahim wspólnie z Francuzem, znanym jako Sulejman Pasza, zajął się modernizowaniem armii. Dla zachęcenia żołnierzy do ćwiczeń osobiście poddawał się surowemu rygorowi jako rekrut. Lata 1821-1822 spędził na kampanii w Sudanie zmierzając do podporządkowania tego regionu Egiptowi. W 1824 Muhammad Ali został mianowany przez sułtana Mehmeda II namiestnikiem Morei. Osmański władca szukał w ten sposób sojusznika, który dopomógłby w stłumieniu powstania zwanego później grecką wojną o niepodległość (1821-1830). Muhammad Ali postawił jednak sułtanowi warunek, iż po interwencji w Morei związek wasalny zostanie przekształcony w partnerstwo.
Dowódcą egipskiej armii ponownie został Ibrahim Pasza. Wylądował 4 lipca 1824 na Peloponezie z 16-tysięczną armią, 63 okrętami i setką okrętów transportowych. Początkowo flota operowała jedynie pomiędzy wyspą Rodos a Kretą. Strach Egipcjan przed możliwymi stratami spowodowanymi przez greckie brandery unieruchomił ich wojsko. Dopiero gdy nieopłacani greccy marynarze zbuntowali się, Ibrahim zdecydował o lądowaniu w Morei, 26 lutego 1825. Armia egipska stacjonowała w Morei do 1 października 1828, kiedy to po interwencji angielsko-francusko-rosyjskiej dyplomacja egipska zdecydowała się na zawieszenie broni.
Operacje w Morei wyróżniały się szczególnym okrucieństwem. Grecy nie potrafili sprostać zmodernizowanej armii egipsko-tureckiej, toteż w trakcie drugiego oblężenia twierdzy Missolungi (Messolongion) doszło do złamania jej oporu, 24 kwietnia 1826. Na murach wywieszono trzy tysiące ściętych głów – mężczyzn, kobiet i dzieci, część obrońców zdołała jednak przebić się ku wolności. Zdobyto też Ateny. Grecy przeszli do partyzantki, dalej nękając okupantów. Najeźdźcy wyludniali kraj, wysyłając tysiące Greków do Egiptu jako niewolników. Rozmiary represji wciąż rosły, wywołując wielkie oburzenie w Europie, aż pod presją opinii publicznej wysłano do Grecji eskadry okrętów Wielkiej Brytanii, Francji i Rosji. Po zaatakowaniu ich przez flotę turecką bitwa pod Navarino 20 października 1827 zakończyła się rozgromieniem Turków. Rok później Ibrahim Pasza wycofał się z Morei.

## Kampanie w Syrii
Pewnym jest, iż rząd turecki zazdrosny o egipską siłę zawiązał spisek, który miał zapobiec powrotowi armii Ibrahima do domu. Angielscy oficerowie, którzy widzieli go pod Navarino, opisywali go jako niskiego, otyłego z wyraźnymi oznakami ospy. Jego nadwaga nie powodowała żadnego osłabienia fizycznego, co udowodnił na polu bitwy. W 1831 doszło do konfliktu pomiędzy władcą Egiptu a sułtanem, co doprowadziło do interwencji Ibrahima w Syrii z zadaniem jej podbicia. Podjął się zadania z naprawdę niezwykłą energią. W Egipcie przeprowadzono największą w historii brankę do wojska. Liczebność armii osiągnęła imponujący rozmiar 150.000 żołnierzy. Z takim wojskiem Ibrahim wyruszył na podbój tureckiej prowincji. Po oblężeniu zdobył Akka (27 maja 1832), zajął Damaszek, dwukrotnie pobił armię osmańską: pod Hims 8 lipca i pod Beilan 29 lipca. Kolejnym etapem operacji był najazd na Anatolię, gdzie pod Konyą 21 grudnia wielki wezyr musiał ratować się ucieczką. Dyplomacja angielska i francuska, grożąc atakiem na Aleksandrię, zażądała wycofania się Egipcjan z Azji Mniejszej.
Przy mediacji państw europejskich 6 maja 1833 podpisano turecko-egipski pokój w Kutahyi. Na mocy tego traktatu Syria wraz z Palestyną przeszła pod panowanie Muhammada Alego. Ibrahim był niewątpliwie wspierany przez Sulejmana Paszę oraz europejskich oficerów. Jego osobisty upór i energia, kontrastujące z opieszałością, arogancją i brakiem znajomości faktycznego stanu armii tureckich oficerów doprowadziły do poszerzenia granic Egiptu, choć pomimo wygranej wojny Egipt formalnie nadal pozostawał lennem Turcji.
Ibrahim zręcznie wykorzystał sprzeczności pomiędzy miejscową ludnością, którą wspierał, zapewniając sobie przewagę w rokowaniach. Po kampanii pozostał namiestnikiem Syrii, gdzie odnosił w swych rządach sukcesy, ale ciągłe prośby jego ojca o radykalny pobór podatków doprowadziły do wybuchu zamieszek i rebelii.
W 1838 Turcja poczuła się na tyle silna by wznowić konflikt z Egiptem – wojna wybuchła ponownie. Ibrahim odniósł ostatnie zwycięstwo dla swego ojca pod Nizip 24 czerwca 1839. Egipcjanie kontynuowali swój marsz w kierunku Mezopotamii zajmując wiele fortec na swej drodze. Sułtan turecki zażądał zaprzestania walk. Jeżeli władca Egiptu zwróciłby Arabię, Kretę i Syrię imperium osmańskiemu sułtan zapewniłby władcom Egiptu dziedziczenie tronu. Muhammad Ali odmówił nakazując Ibrahimowi powstrzymanie postępującej armii. Postawione Egiptowi ultimatum zostało odrzucone. Armie Wielkiej Brytanii i Austrii interweniowały aby zachować jedność Imperium Osmańskiego. Ich oddziały przerwały połączenie morskie Syrii z Egiptem blokując Bejrut. Rebelia, która odbiła Jerozolimę, odcięła Ibrahima od kontaktów lądowych z Syrii. Utracono większość palestyńskich miast na rzecz interweniujących europejskich mocarstw. W lutym 1841 Ibrahim został zmuszony do ewakuacji swoich sił (utracił w tej kampanii 68000 żołnierzy) z terenów ogarniętych zamieszkami. Egipt, który utracił Arabię, Syrię i Kretę, zobowiązany był jednocześnie do płacenia trybutu Turcji oraz musiał ograniczyć liczbę żołnierzy do 18000. Jedynym sukcesem było zapewnienie sobie dziedziczności tronu.

## Ostatnie lata
Ibrahim spędził swoje ostatnie lata w spokoju, ale jego zdrowie było zniszczone. W 1846 odwiedził Europę Zachodnią, gdzie został przyjęty z zaciekawieniem. Kiedy jego ojciec był na tyle już zniedołężniały, że nie był w stanie rządzić, Ibrahim władał jako regent. Sprawował swą regencję od 2 marca do 10 listopada 1848, kiedy zmarł.

## Odznaczenia
- Order Sławy (Turcja)[1]
- Order Świętego Józefa I kl. (1845, Toskania)[1]
- Order Legii Honorowej I kl. (1846, Francja)
- Order Wieży i Miecza I kl. (1846, Portugalia)[1]